# KNVB Beker 2013/14 (vrouwen)
De 34e editie van de KNVB Beker voor vrouwen ging op 24 augustus 2013 van start met de groepsfase met negen groepen. In de tweede ronde stroomden de BeNe League-teams en begon tevens de knock-outfase. De finale vond plaats op tweede pinksterdag, 9 juni 2014, waarin Ajax de titel pakte door PSV/FC Eindhoven met 2–1 te verslaan.
Titelhouder ADO Den Haag werd meteen in hun eerste wedstrijd in het toernooi uitgeschakeld. In de uitwedstrijd tegen SC Buitenveldert werd na een 1-1 stand na 90 minuten meteen aan de strafschoppenserie begonnen welke door Buitenveldert met 4-3 succesvol werd afgesloten.
Districtsbekers
De zes districtbekerwinnaars (KNVB Beker Categorie A) van dit seizoen waren ONS Sneek (Noord), Be Quick '28-2 (Oost), VVIJ (West I), CVV Berkel (West II), RKSV Nuenen (Zuid I) en VV Nooit Gedacht (Zuid II).

## Landelijke beker

### Tussenronde
Voor deze fase werden onder de negen groepswinnaars twee teams geloot die het tegen elkaar opnemen voor een plaats bij de laatste zestien. De overige zeven groepswinnaars gingen direct door naar de laatste zestien.
| Datum      | Team  | Uitslag | Team           |
| ---------- | ----- | ------- | -------------- |
| 18 januari | RKHVV | 0-1     | ASV Wartburgia |

| Clubs met een bye                                                                     |
| ------------------------------------------------------------------------------------- |
| ATC '65 SC Buitenveldert DTS Ede Fortuna Sittard Fortuna Wormerveer Heerenveen TT RCL |

### Laatste 16
In deze fase streden de instromende acht teams van de Women's BeNe League tegen de zeven vrijgelote groepswinnaars en de winnaar van de tussenronde. Vooraf was bepaald dat de Eredivisie-clubs niet tegen elkaar konden loten en dat de amateurverenigingen thuis spelen. De loting vond plaats op 10 december. De wedstrijden werden gespeeld op 15 februari.
| Datum       | Team               | Uitslag       | Team             |
| ----------- | ------------------ | ------------- | ---------------- |
|             | Heerenveen TT      | niet gespeeld | FC Utrecht       |
| 15 februari | SC Buitenveldert   | 1-1 ns (4-3)  | ADO Den Haag     |
| 15 februari | ATC '65            | 0-5           | AFC Ajax         |
| 15 februari | Fortuna Wormerveer | 0-8           | SC Heerenveen    |
| 15 februari | ASV Wartburgia     | 0-2           | PEC Zwolle       |
| 15 februari | Fortuna Sittard    | 1-5           | PSV/FC Eindhoven |
| 15 februari | DTS Ede            | 0-6           | Telstar          |
| 15 februari | RCL                | 0-5           | FC Twente        |

### Kwartfinale
| Datum    | Team             | Uitslag      | Team             |
| -------- | ---------------- | ------------ | ---------------- |
| 12 april | PEC Zwolle       | 2-2 ns (3-1) | TelstarTelstar   |
| 12 april | Heerenveen TT    | 0-2          | AFC Ajax         |
| 12 april | SC Buitenveldert | 0-7          | PSV/FC Eindhoven |
| 13 april | sc Heerenveen    | 2-4          | FC Twente        |

### Halve finale
| Datum  | Team       | Uitslag | Team             |
| ------ | ---------- | ------- | ---------------- |
| 11 mei | FC Twente  | 0-2     | AFC Ajax         |
| 11 mei | PEC Zwolle | 1-2     | PSV/FC Eindhoven |

### Finale
De finale werd op tweede pinksterdag op het AFC-complex gespeeld.
|                                     |                          |               |                          |                                  |
| 9 juni 2014 14:30 Finale KNVB Beker | AFC Ajax                 | 2 – 1 (1 – 0) | PSV/FC Eindhoven         | Sportpark Goed Genoeg, Amsterdam |
| 9 juni 2014 14:30 Finale KNVB Beker | Mandy Versteegt 45', 63' |               | 53' Daniëlle van de Donk | Sportpark Goed Genoeg, Amsterdam |

| KNVB Beker 2013/14  |
| ------------------- |
| AFC Ajax 1ste titel |

## Districtsbekers
| Datum                | Thuisclub    | Uitslag      | Uitclub      |
| Halve finale         | Halve finale | Halve finale | Halve finale |
| -------------------- | ------------ | ------------ | ------------ |
| 23 april             | HZVV         | 5-1          | Asser Boys   |
| 23 april             | ONS Sneek    | 3-3 wns      | SC Stiens    |
| Finale bij VV Actief |              |              |              |
| 24 mei               | HZVV         | 2-4          | ONS Sneek    |

| Datum                   | Thuisclub      | Uitslag         | Uitclub        |
| Halve finale            | Halve finale   | Halve finale    | Halve finale   |
| ----------------------- | -------------- | --------------- | -------------- |
|                         | VV Glanerbrug  | niet gespeeld * | VV Eldenia     |
| 29 maart                | SC Klarenbeek  | 5-5 wns         | Be Quick '28-2 |
| Finale bij Be Quick '28 |                |                 |                |
| 17 mei                  | Be Quick '28-2 | 1-0             | VV Eldenia     |

| Datum                    | Thuisclub        | Uitslag      | Uitclub          |
| Halve finale             | Halve finale     | Halve finale | Halve finale     |
| ------------------------ | ---------------- | ------------ | ---------------- |
| 06 mei                   | VV Maarssen      | 2-3          | VVIJ             |
| 07 mei                   | ASV Wartburgia-3 | 0-5          | ASV Wartburgia-2 |
| Finale bij Legmeervogels |                  |              |                  |
| 16 mei                   | ASV Wartburgia-2 | 1-2          | VVIJ             |

| Datum                 | Thuisclub     | Uitslag      | Uitclub       |
| Halve finale          | Halve finale  | Halve finale | Halve finale  |
| --------------------- | ------------- | ------------ | ------------- |
| 29 maart              | CVV Berkel    | 5-0          | SJC           |
| 21 april              | VV De Zwerver | 1-1 wns      | VV Rhoon      |
| Finale bij VV Brielle |               |              |               |
| 24 mei                | CVV Berkel    | 2-0          | VV De Zwerver |

| Datum               | Thuisclub         | Uitslag      | Uitclub      |
| Halve finale        | Halve finale      | Halve finale | Halve finale |
| ------------------- | ----------------- | ------------ | ------------ |
| 30 maart            | VV Bavel          | 5-0          | RKVV Schijf  |
| 30 maart            | VV Teisterbanders | 1-1 wns      | RKSV Nuenen  |
| Finale bij VV Rijen |                   |              |              |
| 17 mei              | VV Bavel          | 1-2          | RKSV Nuenen  |

| Datum               | Thuisclub        | Uitslag      | Uitclub        |
| Halve finale        | Halve finale     | Halve finale | Halve finale   |
| ------------------- | ---------------- | ------------ | -------------- |
| 25 maart            | Venlosche Boys   | 6-0          | DAW            |
| 30 maart            | VV Nooit Gedacht | 1-0          | SV Someren     |
| Finale bij VV HEBES |                  |              |                |
| 18 mei              | VV Nooit Gedacht | 2-2 ns (4-3) | Venlosche Boys |

1980/81 · 1981/82 · 1982/83 · 1983/84 · 1984/85 · 1985/86 · 1986/87 · 1987/88 · 1988/89 · 1989/90 · 
1990/91 · 1991/92 · 1992/93 · 1993/94 · 1994/95 · 1995/96 · 1996/97 · 1997/98 · 1998/99 · 1999/00 · 
2000/01 · 2001/02 · 2002/03 · 2003/04 · 2004/05 · 2005/06 · 2006/07 · 2007/08 · 2008/09 · 2009/10 · 
2010/11 · 2011/12 · 2012/13 · 2013/14 · 2014/15 · 2015/16 · 2016/17 · 2017/18 · 2018/19 · 2019/20 ·
2020/21 · 2021/22 · 2022/23 · 2023/24 · 2024/25